# Narciso de Atenas
Narciso de Atenas fue el segundo obispo de Atenas.
Sucedió a Dionysios Areopagitis en el trono episcopal de Atenas. Eclesiásticamente se le considera uno de los setenta discípulos de Jesús, como fueron llamados los primeros obispos.
Predicó el Evangelio y murió mártir. Su memoria se conmemora el 31 de octubre.
- Datos: Q1986278